# Nombre de complexions
 (décembre 2016).
Améliorez-le ou discutez des points à vérifier. 
Le nombre de complexions, également appelé nombre de configuration (ou de configurations), est un entier naturel utilisé en thermodynamique et en physique statistique pour caractériser l'entropie d'un système donné, notamment par la formule de Boltzmann.

## Définition
Le nombre de complexions d'un état macroscopique d'un système est défini comme le nombre d'états microscopiques dans lequel peut être l'état macroscopique considéré (et que l'on ne peut pas distinguer à l'échelle macroscopique).

### Analogie
Prenons l'exemple de deux dés lancés au hasard et retombés en équilibre, c’est-à-dire avec une des faces de chaque dé orientée vers le haut, indiquant un entier entre 1 et 6 (la « valeur » du dé). Nous considérerons que l'état microscopique du système (l'ensemble des deux dés) est l'ensemble des deux valeurs, et que son état macroscopique est caractérisé par la somme de ces deux valeurs (seule information utile dans de nombreux jeux de hasard).
- L'état macroscopique de valeur 2 ne peut être obtenu que pour l'état microscopique (1,1), c'est-à-dire quand chaque dé a pour valeur 1 : son nombre de complexions est égal à 1 (un seul état microscopique pour cet état macroscopique).
- L'état macroscopique de valeur 3 peut être obtenu pour deux états microscopiques, (1,2) et (2,1) : son nombre de complexions est égal à 2.
- (etc.)
- L'état macroscopique de valeur 6 peut être obtenu pour les cinq états microscopiques (1,5), (2,4), (3,3), (4,2) et (5,1) : son nombre de complexions est égal à 5.
- L'état macroscopique de valeur 7 peut être obtenu pour les six états microscopiques (1,6), (2,5), (3,4), (4,3), (5,2) et (6,1) : son nombre de complexions est égal à 6.
- L'état macroscopique de valeur 8 peut être obtenu pour les cinq états microscopiques (2,6), (3,5), (4,4), (5,3) et (6,2) : son nombre de complexions est égal à 5.
- (etc.)
- L'état macroscopique de valeur 12 ne peut être obtenu que pour l'état microscopique (6,6) : son nombre de complexions est égal à 1.

Ainsi, le deuxième principe de la thermodynamique apparaît simplement, une fois établie la formule de Boltzmann. Vu que l'entropie est une fonction croissante du nombre de complexions, le postulat qui fait correspondre à l'équilibre du système un maximum d'entropie correspond aussi à un maximum du nombre de complexions. Il est bien logique qu'à l'équilibre l'état macroscopique du système soit celui dont il existe un plus grand nombre de complexions microscopiques possibles. Bien que cela ne soit pas tout à fait raisonnable dans le cas de l'analogie avec les dés, où on peut penser à une probabilité plus grande d'avoir un état macroscopique (par exemple « somme = 6 ») que d'avoir un autre état (par exemple « somme = 2 »), mais pas à un événement certain, quand le nombre de particules microscopiques est très grand, notamment en thermodynamique où les grandeurs utilisées sont de l'ordre du nombre d'Avogadro, la distribution statistique (gaussienne) aura une pente tellement grande autour de la moyenne (en normalisant le résultat) qu'on peut parler d'un événement certain sans la possibilité d'une erreur discernable. Ce fait est bien compris si l'on considère par exemple le lancement d'un million de dés : en additionnant les résultats et en divisant par le nombre de dés, la prédiction d'obtenir 3,5 (moyenne des valeurs présentes dans un dé) est tout à fait raisonnable.